# Musée de l'Insurrection de Varsovie
Le musée de l’Insurrection de Varsovie (en polonais Muzeum Powstania Warszawskiego) est un musée consacré à l’Insurrection de Varsovie de 1944.

## Présentation générale
Le musée est situé dans l'arrondissement de Wola, à l'angle des rues Przyokopowa et Grzybowska. Il a ouvert ses portes dans l'ancienne centrale électrique des tramways le 31 juillet 2004 à l'occasion du 60e anniversaire du soulèvement de la ville contre l'occupation par l'armée allemande durant la Seconde Guerre mondiale. Construit entre 1904 et 1908, ce bâtiment en briques est typique de l'architecture industrielle du début du XXe siècle. Aujourd'hui entièrement restauré, il abrite ce musée qui compte parmi les plus modernes et les plus interactifs de Pologne.
Le musée réunit des centaines d'objets, allant des armes utilisées par les insurgés aux lettres d'amour envoyées à l'époque, afin de présenter une image complète des personnes impliquées, et présente de nombreuses photographies, enregistrements audio et vidéo, animations multimédia, etc. Il s'est également donné pour objectif de conserver l'ensemble des archives, des informations historiques sur le soulèvement et des témoignages des insurgés survivants et parraine des travaux de recherche sur l'histoire du soulèvement et sur les activités de l'État polonais clandestin durant la seconde guerre mondiale. Il est dirigé par Jan Ołdakowski.

## Expositions
Le musée est consacré à tous les aspects de l'Insurrection de Varsovie. Le visiteur est invité à parcourir les deux halls d'exposition du musée selon un cheminement à la fois thématique et chronologique, puis à découvrir l'extérieur du musée.

### Le hall A
Le rez-de-chaussée de la première partie du musée est consacré à la période qui précède le soulèvement, dès l'invasion de la Pologne le 1er septembre 1939 par les troupes hitlériennes jusqu'à l'heure H de l'insurrection. On y découvre la vie quotidienne sous l'occupation dans le contexte de la terreur imposée par les nazis ainsi que le fonctionnement de l'État polonais clandestin. "L'Opération Tempête" y est également expliquée, symbolisée par une horloge réglée sur 17 h. La réplique d'un bunker allemand surmonté de drapeaux polonais et les photos prises par Eugeniusz Lokajski transmet fidèlement l'atmosphère qui prévaut alors dans les rues de Varsovie. Une pièce séparée renferme des machines à imprimer des années 1940 qui furent utilisées pour imprimer les tracts invitant les habitants de la ville à prendre part au soulèvement. Une pièce conçue spécialement pour les enfants leur permet d'apprendre le déroulement de ces évènements grâce à différentes animations et jeux de rôle tandis que les plus jeunes peuvent jouer avec des répliques de vieux jouets, jeux de sociétés et puzzles.
Un ascenseur décoré des brassards des insurgés permet d'accéder à la mezzanine, consacrée aux combats d'août 1944 et à la vie quotidienne des insurgés. Au cinéma Palladium sont projetés trois bulletins d'actualité réels de l'époque, réalisés par le Bureau d'information et de propagande de l'Armée intérieure (Armia Krajowa) au cours du soulèvement. Les visiteurs sont ensuite invités à pénétrer dans une reconstitution des égouts, dont le décor et les effets visuels et sonores leur permettent de s'identifier aux insurgés et à leur sort.
A l'étage sont présentées la fin du soulèvement et la suite des évènements : la création et les activités de l'Armée populaire, la Conférence de Yalta, la capitulation et l'exode de la population de Varsovie. On y trouve également un mémorial et une salle montrant les moyens de communications utilisés à l'époque (radio et télégraphe).

### Le hall B
La deuxième partie du musée s'organise autour d'une réplique grandeur nature de l'avion B-24J Liberator. Elle présente l'activité des forces alliées et offre un espace permettant d'y organiser des expositions temporaires et des conférences. Au sous-sol, la salle "Allemagne" présente l'occupation et le soulèvement tels qu'ils ont été perçus par les Allemands.

## La chapelle, la salle de lecture et la cafétéria
Consacrée par le cardinal Glemp, primat de Pologne, la chapelle du musée contient les reliques du prêtre Józef Stanek, qui prit une part active au soulèvement.
Une salle de lecture et une petite cafétéria meublée et décorée dans le style des années 1940 complètent le musée.

## Extérieurs du musée

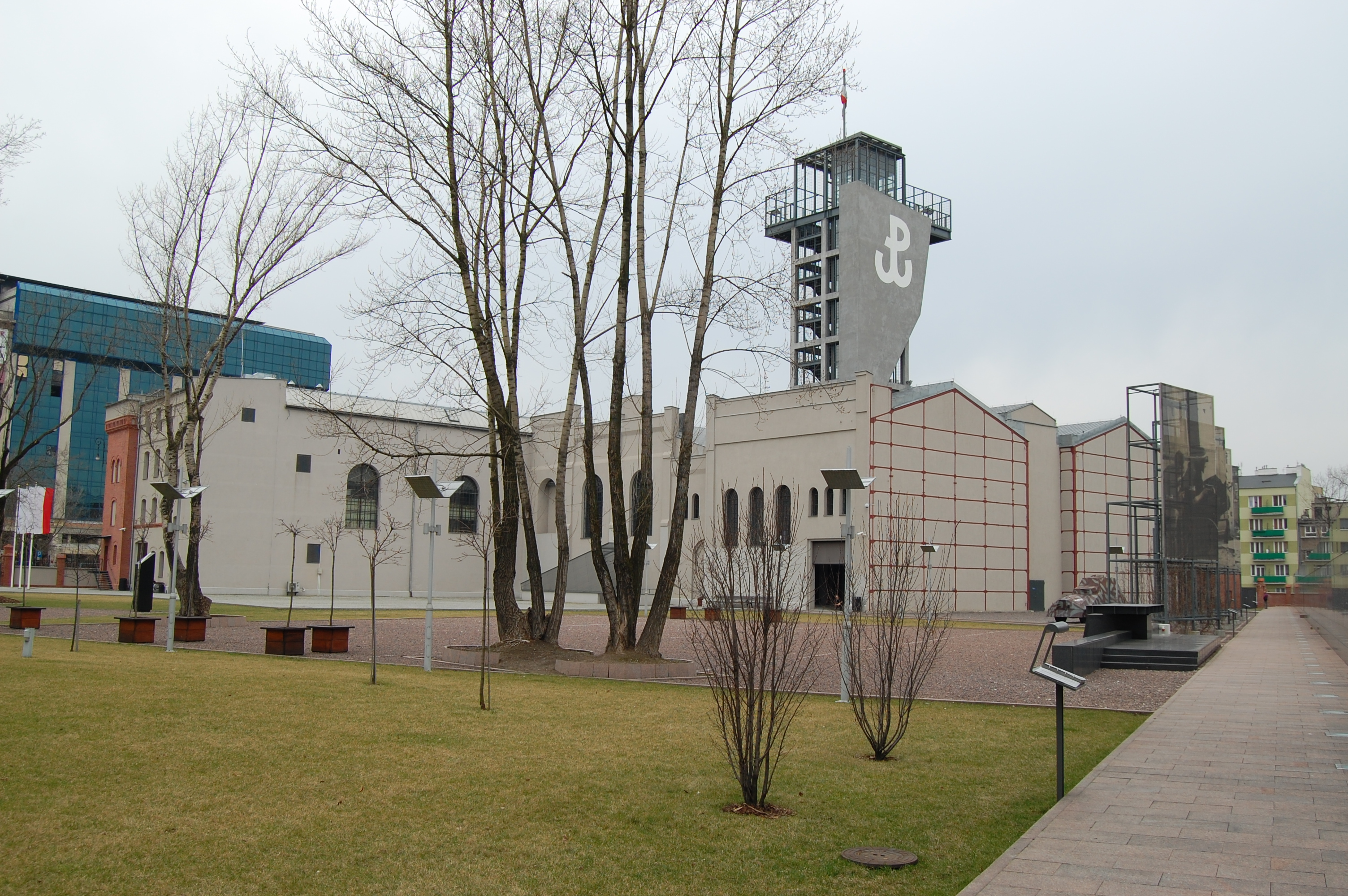
La tour d'observation et le musée vus depuis le Parc de la liberté

Aux abords immédiats du musée, le « Parc de la liberté » s'étend le long d'un « Mur du souvenir » de 156 mètres où sont gravés les noms d'environ 10 000 insurgés qui prirent part aux combats en août et septembre 1944. Au centre de ce mur, se trouve une cloche de 230 kilos, baptisée « Monter » en hommage au général de brigade Antoni Chruściel, lequel prit le commandement de l'Insurrection de Varsovie sous ce pseudonyme.
Une tour de 32 mètres offre une vue panoramique sur Varsovie et sur la ligne de front lors de l'insurrection.